# Estação Nation
Nation é uma estação das linhas 1, 2, 6 e 9 do Metrô de Paris, localizada no limite do 11.º e 12.º arrondissements de Paris.

## Localização
A estação está localizada sob e nas imediações da Place de la Nation.

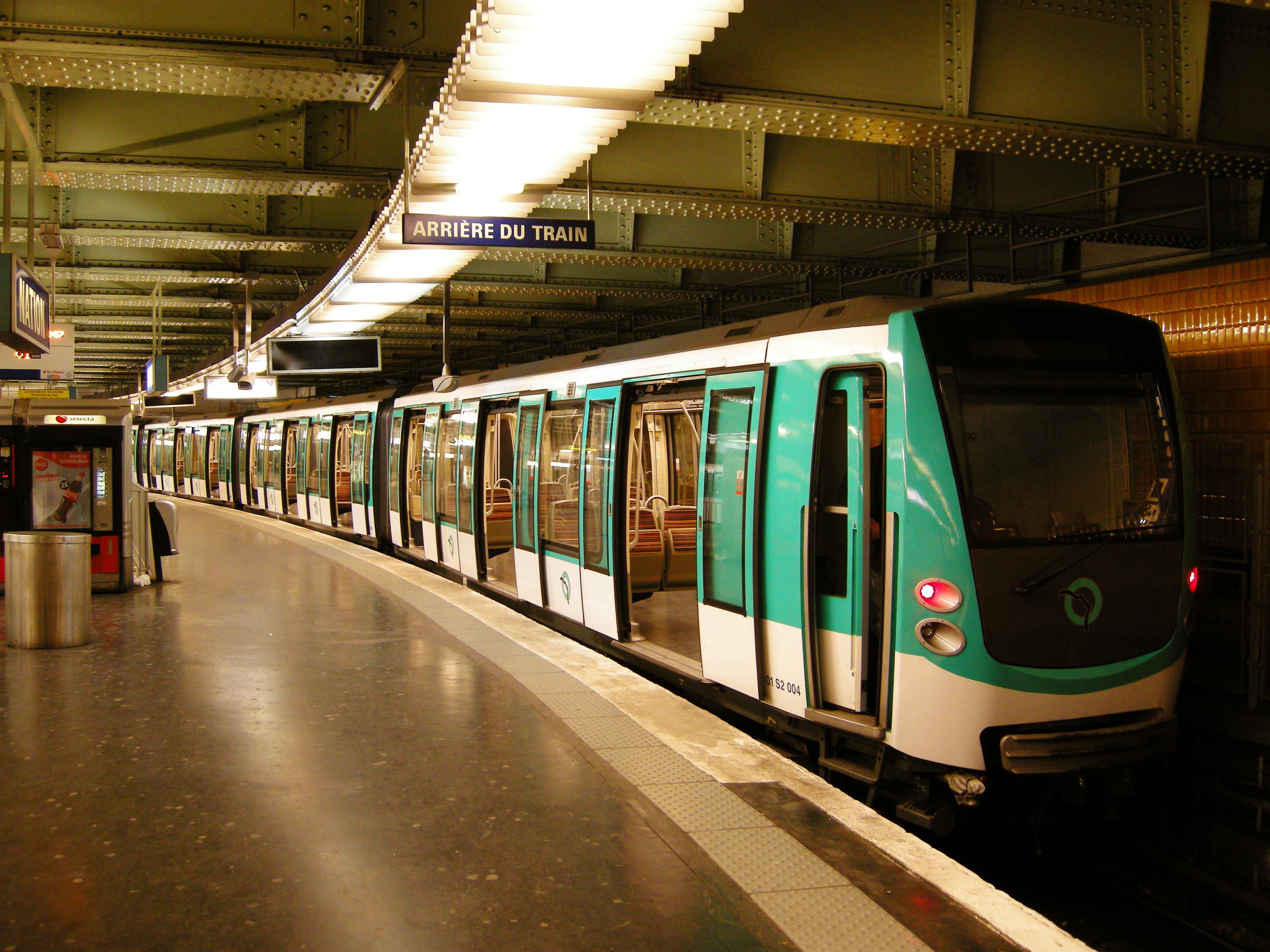
Um MF 01 no terminal da linha 2.

A estação da linha 1 é em curva, na parte sul da praça, cercada entre as estações em volta das linhas 2 e 6. O terminal da linha 2 forma uma volta sob o local. A chegada em alça se faz sob a avenue de Taillebourg, e a partida sob a avenue du Trône, a place des Antilles e o boulevard de Charonne. A estação está estabelecida ao sudoeste da volta e comporta duas vias enquadrando uma grande plataforma central. O terminal da linha 6 forma também uma volta, com a chegada sob a avenue du Bel-Air e a partida sob a avenue Dorian, a rue de Picpus e a avenue de Saint-Mandé. Os trens percorrem a volta nos horários de pico mas efetuando um retrocesso para a avenue du Bel-Air nos horários de pico (o túnel Dorian-Picpus servindo também como garagem). A estação da linha 9, em curva, está situada mais abaixo do que as outras, na parte norte da praça, entre o boulevard Voltaire e a avenue de Taillebourg. Esta última porta um sub-título, as placas indicando Nation – Place des Antilles. Pode se observar, na plataforma em direção de Montreuil, os brasões dos dois departamentos franceses das Antilhas: Guadalupe e Martinica.

## História
Esta estação leva o nome do place de la Nation que é chamada assim desde 1880 em homenagem ao Feriado nacional.
Ele foi objeto de testes para portas de plataforma automáticas em 1968.
No contexto da obra de automação da linha 1, as plataformas da estação foram levantadas durante o fim de semana de 12 a 13 de setembro de 2009.
Em 2011, 9 481 963 passageiros entraram nesta estação. Ela viu entrar 9 541 406 viajantes em 2013, o que a coloca na 19ª posição das estações de metro por sua frequência.

## Serviços aos Passageiros

### Acesso
Esta estação tem seis entradas, algumas das quais são comuns com o RER. Eles estão todos localizados nos terraplenos ao lado, entre a rotatória e a via circular de contorno dos edifícios da praça.

### Plataformas
A estação da linha 1, em curva, é de configuração padrão: ela tem duas plataformas laterais, separadas pelas caminhos do metrô e a abóbada é elíptica. A decoração é de estilo "Ouï-dire" de cor vermelha: a faixa de iluminação, de mesma cor, é suportado por consoles curvos em forma de gadanha. A iluminação direta é branca, enquanto que a iluminação indireta, projetada sobre a abóbada, é multicolorida. As telhas de cerâmica branca são planas e cobrem os pés-direitos, a abóbada e os tímpanos. Os quadros publicitários são brancos e cilíndricos, e o nome da estação está escrito com a fonte Parisine em esmaltado placas. As plataformas são equipadas de bancadas "assis-debout" cinzas e portas de plataforma.
A estação da linha 2, com uma ligeira curva, está equipada com uma plataforma central rodeada por duas vias, a do sul sendo também forrada de uma "plataforma morta" protegida por uma cerca e parcialmente utilizado como uma passagem de correspondência se comunicando com a plataforma em direção de La Défense da estação da linha 1, a qual é contígua. Estabelecida ao nível do chão, o teto é constituído de uma plataforma metálica, onde as vigas, de cor prateada, são suportadas pelos pés-direitos da parede vertical. A decoração é de estilo "Mouton", mas com telhas laranjas biseladas aos pés-direitos, particularidade que se encontra também na estação da linha 9 antes de sua renovação. Os quadros publicitários são metálicos e o nome da estação é uma fonte Parisine em esmaltado placas. Os bancos são do estilo "Motte" de cor azul.
A estação da linha 6 é, como a da linha 2, equipada com uma plataforma central cercada por duas vias. Ela é a única que não é estabelecida em curva. A abóbada é elíptica e pintada de branco. Os pés-direitos são recobertos de telhas planas com padrões únicos na rede; é uma declinação particular do estilo "Mouton". Os quadros publicitários são cinzas e o nome da estação é em fonte Parisine em placas esmaltadas. A plataforma é equipada com alguns assentos no estilo "Motte" brancos.
Como a linha 1, a estação da linha 9 é de configuração padrão de plataformas laterais, e uma curva. A decoração das suas margens é do estilo aplicado à maioria das estações de metrô: a faixa de iluminação é branca e arredondado no estilo "Gaudin" da renovação do metrô da década de 2000 e as telhas em cerâmica brancas biseladas recobrem a abóbada, os pés-direitos, os tímpanos e as saídas dos corredores. Os quadros publicitários são de cerâmica branca e o nome da estação é em fonte Parisine em placas esmaltadas. Os assentos são de estilo "Akiko" verdes.

### Intermodalidade
A estação está em correspondência com a linha A do RER servida pela estação de Nation. Esta linha liga os subúrbios Oeste e Leste de Paris.
Ela é também servida:
- pelas linhas 26, 56, 57, 86 e 351 da rede de ônibus RATP, esta última é um meio de transporte para o Aeroporto de Roissy-Charles-de-Gaulle;
- e, à noite, pela linha N11 (ligando Ponte de Neuilly a Château de Vincennes) da rede de ônibus Noctilien.

## Pontos turísticos
- Place de la Nation

## Projeto
Eventualmente, a estação pode estar em correspondência com a linha de tramway T3a ou a linha de tramway T3b que seria estendida a partir da Porte de Vincennes, o que permitiria os usuários destas linhas terem uma correspondência com as linhas 2, 6 e 9, bem como com a linha A do RER.

Galeria de fotografias
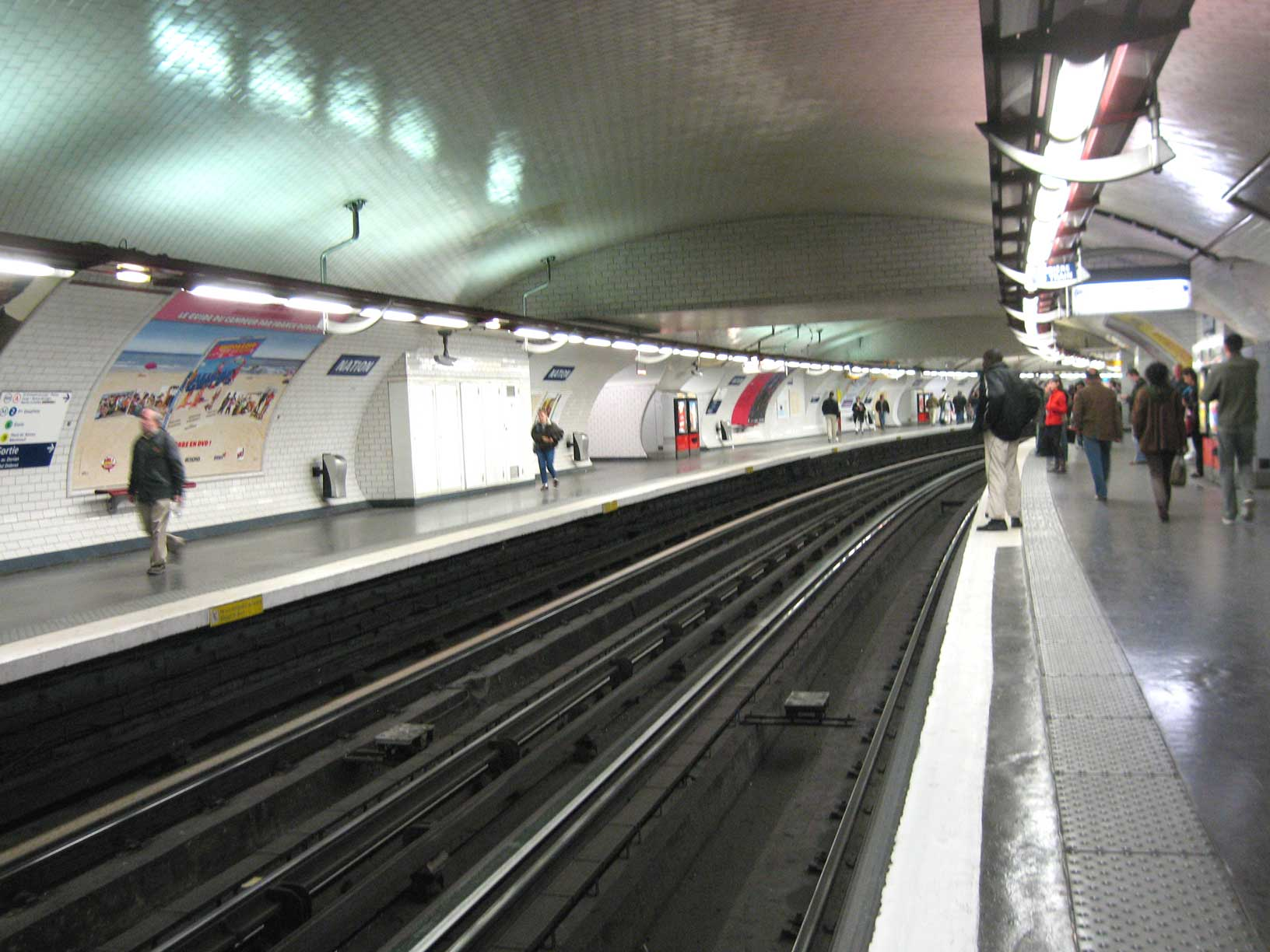
A estação da linha 1 antes dos trabalhos de automação.
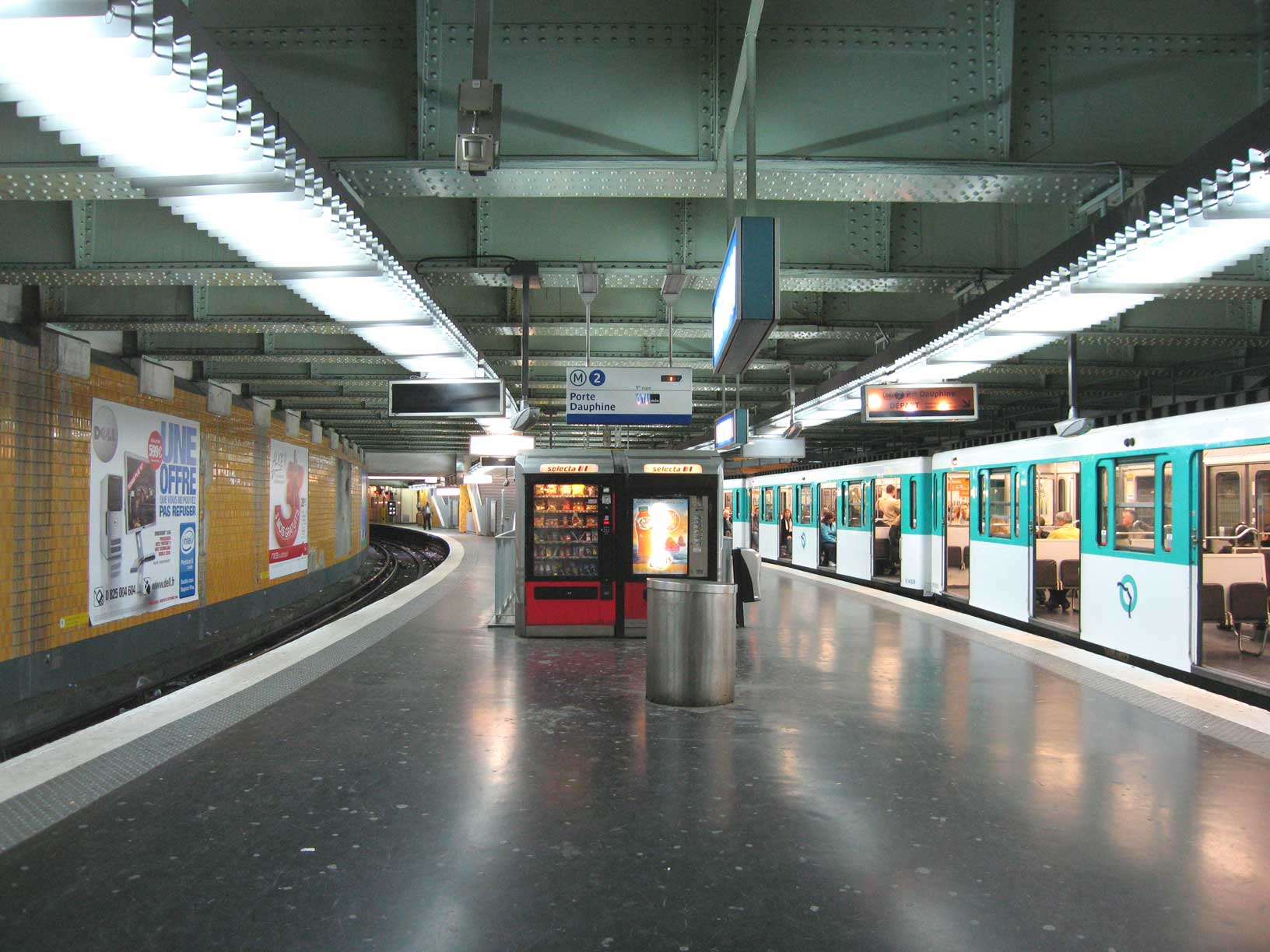
A estação da linha 2 em 2006.
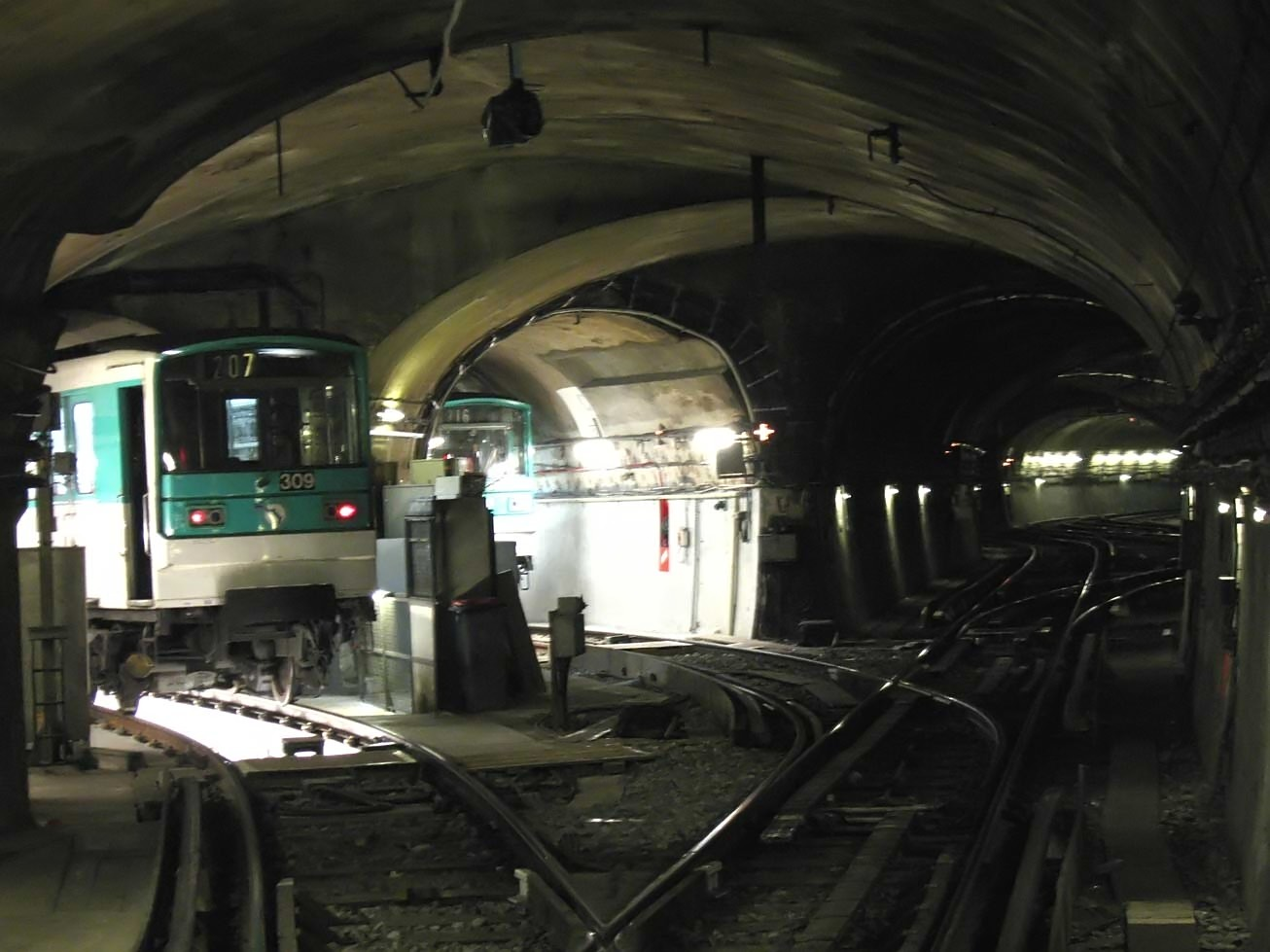
As vias de garagem da linha 2 em 2006.
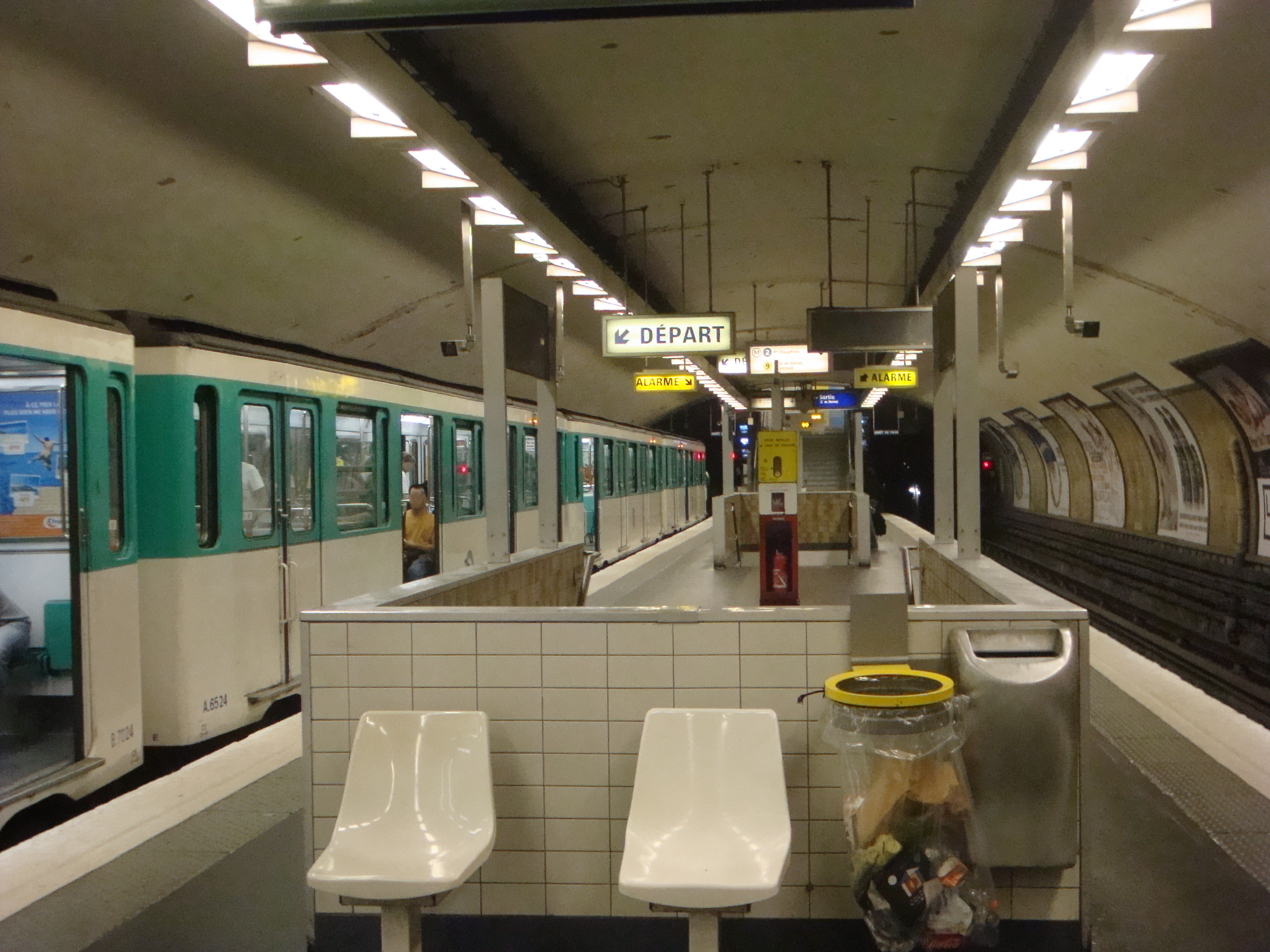
A estação da linha 6.

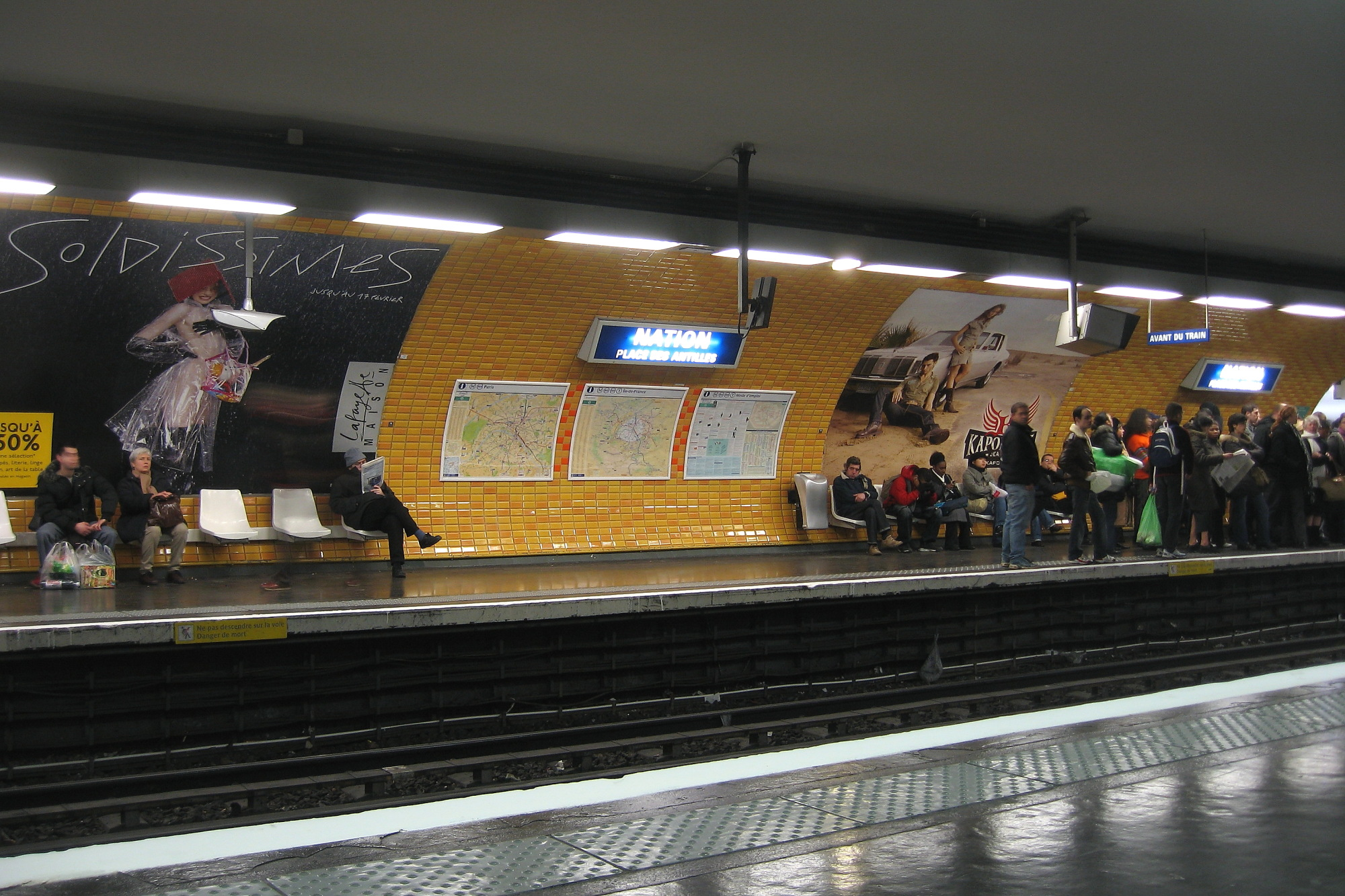
A estação da linha 9 foi decorada no estilo "Mouton" antes de sua renovação.
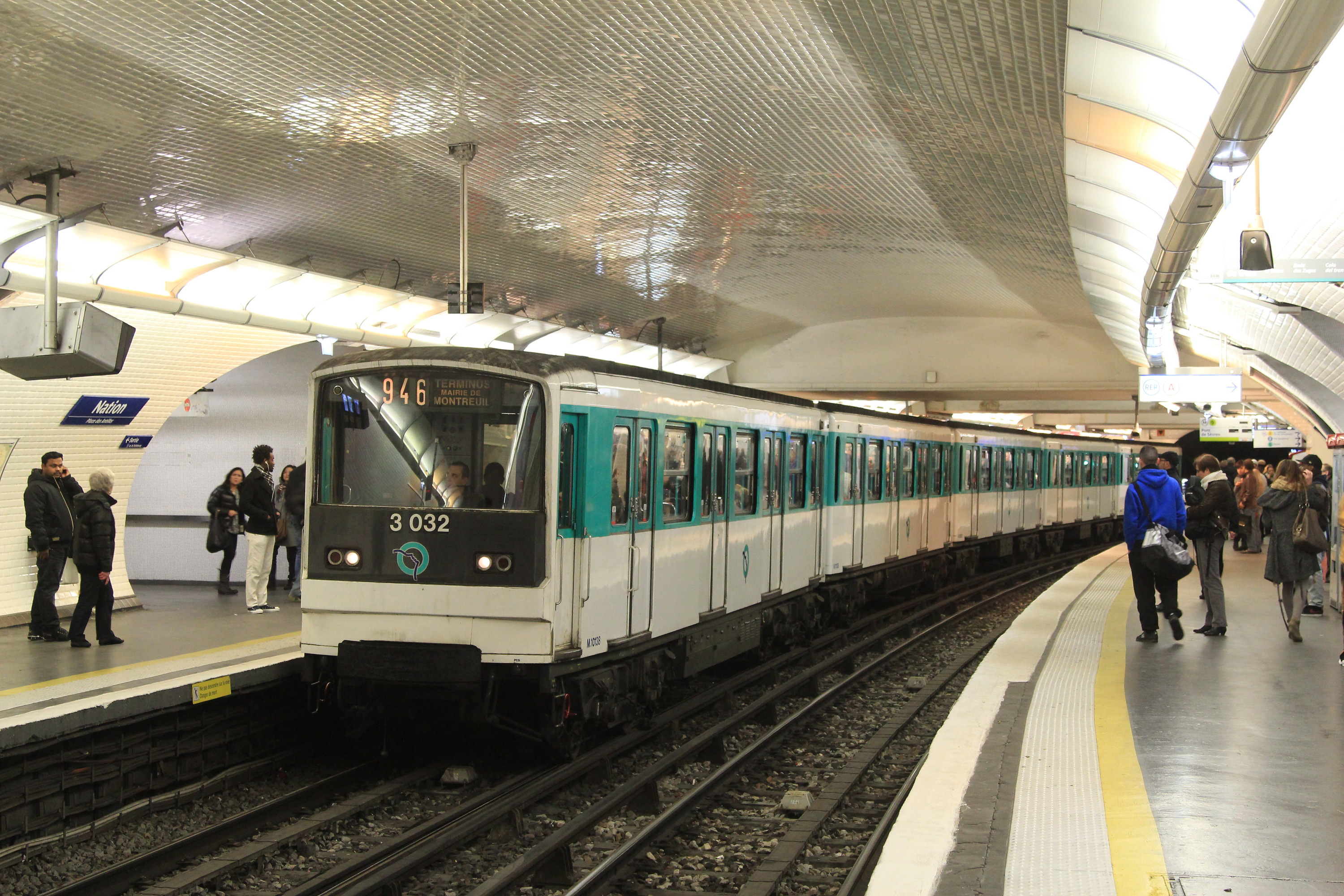
Um MF 67 na estação da linha 9.
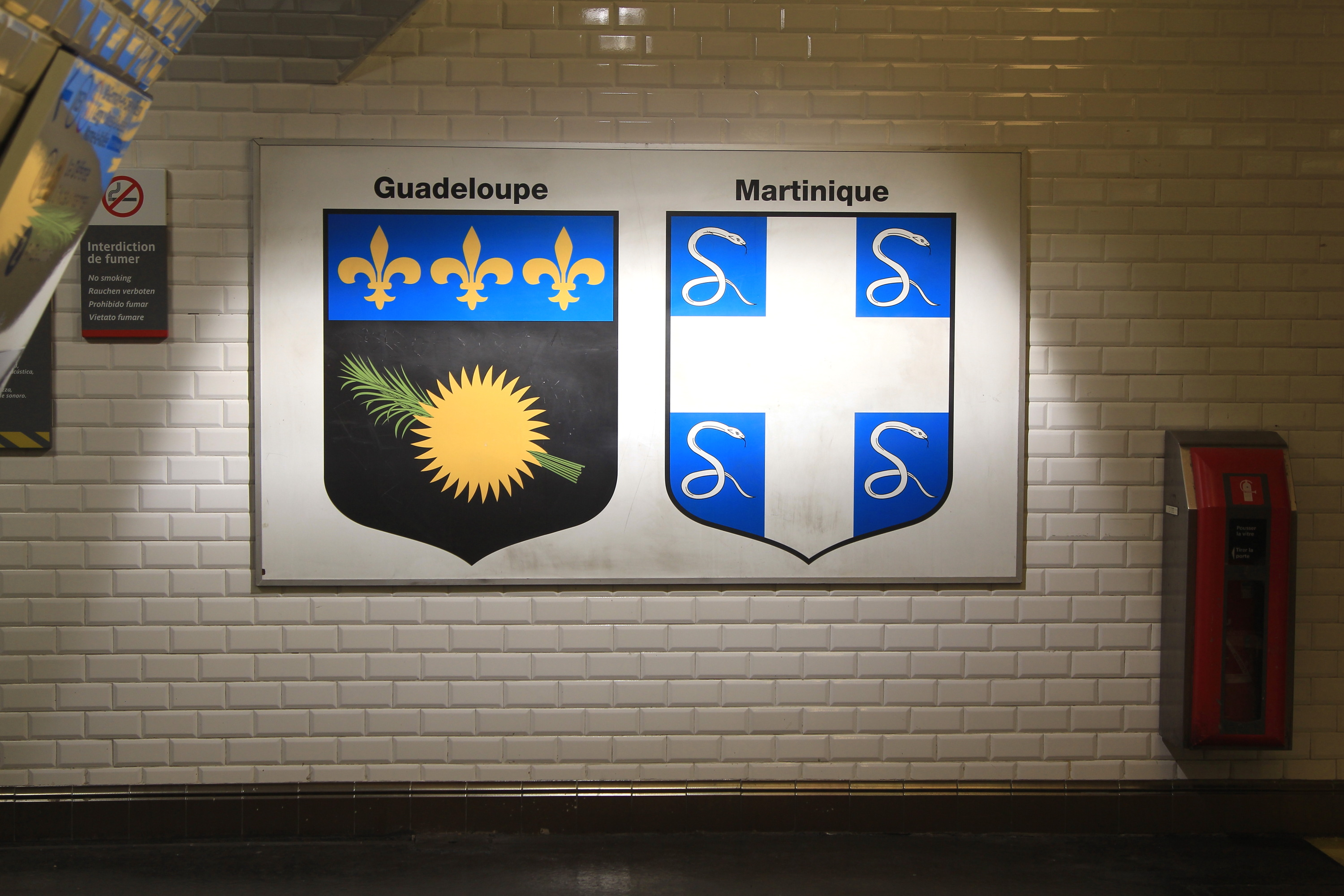
Brasões presentes na plataforma da linha 9 direção Mairie de Montreuil.
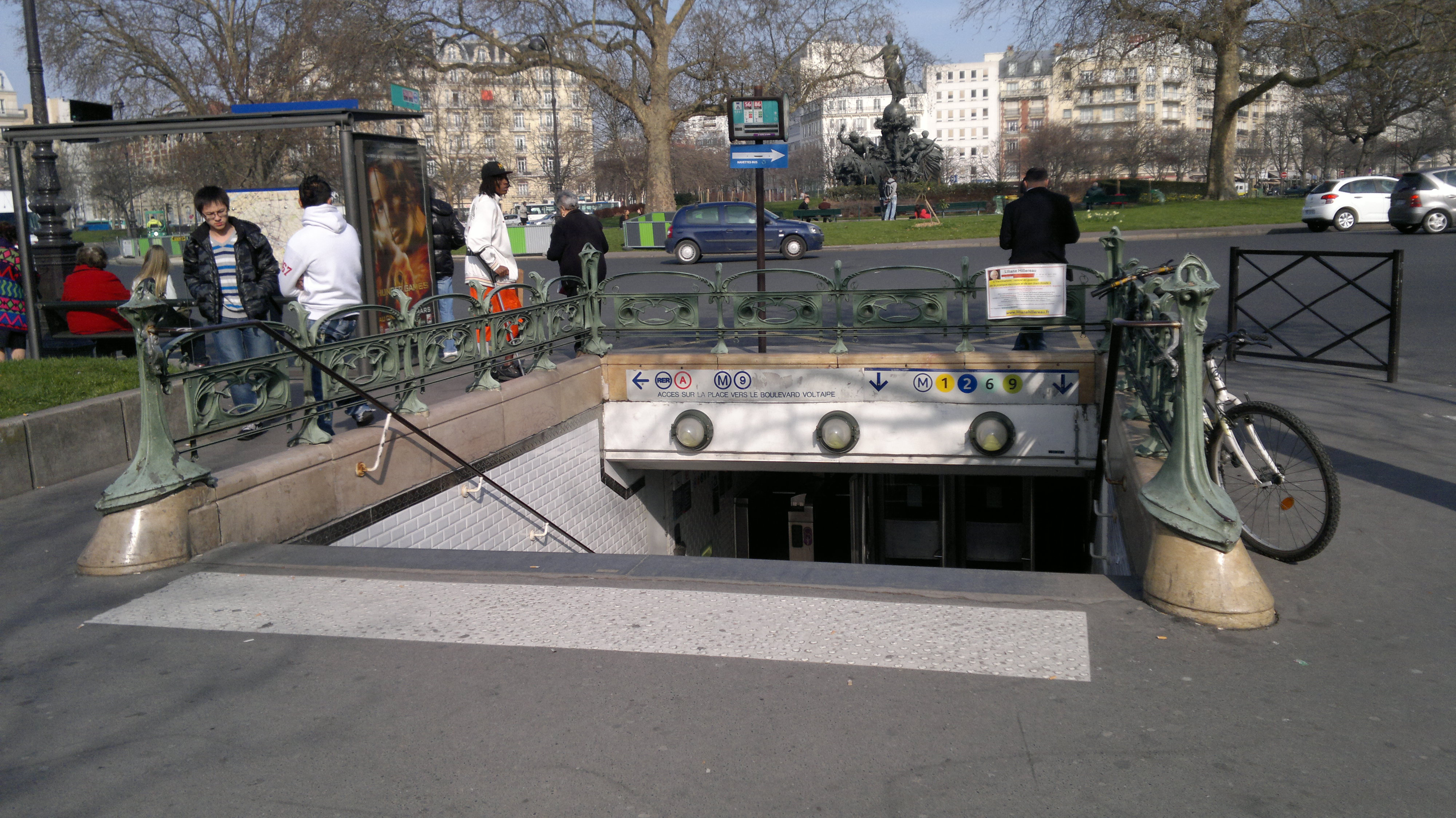
Edícula Guimard do acesso 3.